# Lagenaria siceraria var. longissima
Variété
Lagenaria siceraria var. longissima, appelée calebasse longue, calebasse massue, gourde massue ou massue d'Hercule, est une variété de Lagenaria siceraria (calebasse),, parfois apparentée de manière erronée à la courgette. Elle est appelée zucca da pergola ou zucca serpente en Italie, courge slaouie au Maroc (السلاوية), courge du Mzab en Algérie, ou encore long melon ou lauki en Inde. Il existe différents cultivars, faisant souvent référence à un nom local (cucuzzi, sicilian, new guinea bean, doodhi, serpentine etc..).

## Caractéristiques

### Aspect
Plante courante mais aussi grimpante, elle peut recouvrir une pergola, d'où son nom en italien. Son fruit décoratif et comestible se caractérise par une forme allongée et relativement mince - de quelques centimètres de diamètre - et d'une longueur allant parfois jusqu'à un mètre cinquante.

### Terroir
On trouve très fréquemment cette courge dans le sud de l'Italie et plus particulièrement en Sicile, où elle est très appréciée. Elle est également très utilisée au Maroc principalement comme accompagnement en tajine  ou en couscous.
Sa croissance est plus rapide que la courgette, elle peut en effet atteindre et dépasser un mètre de long en quelques jours.

## Usage culinaire
Typique de la cuisine de l'Italie du Sud où elle est connue sous le nom de cucuzza longa, cucuzzèlla 'e pèrgola, elle se consomme en potage comme la zuppa verde del Cilento ou bien avec des pâtes en primo piatto traditionnel de la cuisine napolitaine.
Les jeunes feuilles, appelées tenerumi, sont aussi appréciées sautées ou en soupe, particulièrement dans la région de Palerme.
Au Maroc, slaouia fait habituellement partie de recettes de couscous de légumes et de tajines, fréquemment associée aux gombos. La recette la plus connue est celle du tajine de veau ou d'agneau (طاجين السلاوية).
En Inde, le lauki peut être préparé en bharta.